# Reclaim the Streets

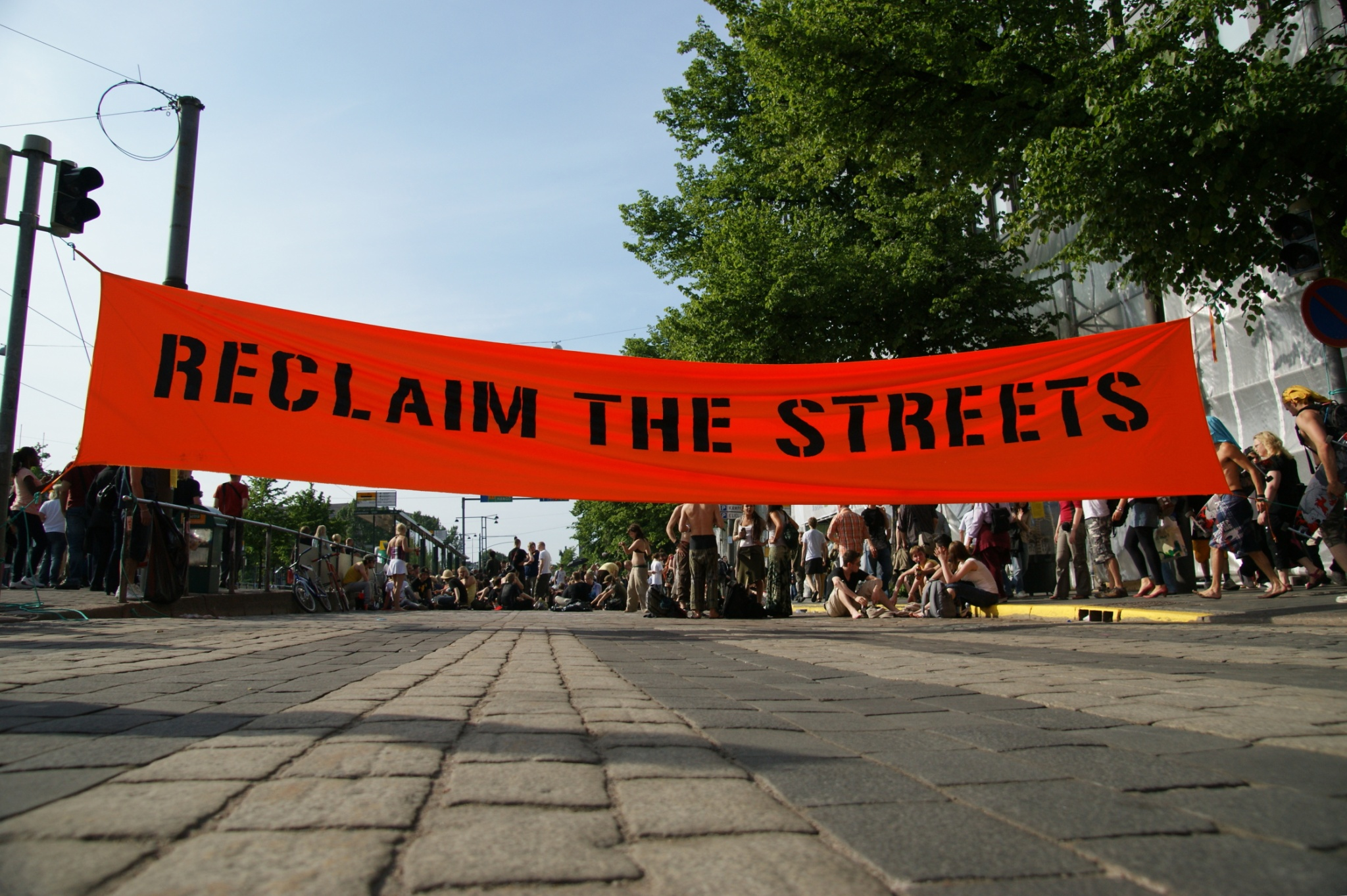
Grupo de manifestantes en medio de una calle y una pancarta que dice "Reclaim the streets" ("Recupera las calles" en inglés).

Reclaim the Streets (RTS) (Recupera las calles en inglés) es grupo de personas con un ideal compartido de propiedad comunal de espacios públicos. Sus participantes caracterizan a la agrupación, como un movimiento de resistencia opuesto tanto a la dominación de las fuerzas corporativas en la globalización, y al coche como el principal medio de transporte. Reclaim the Streets es también un término utilizado para denotar este tipo de acción política, independientemente de su relación con el colectivo RTS.

## Protestas
Reclaim the Streets, como colectivo, y por extensión todos los eventos que toman este nombre independientes a su relación con el colectivo original, a menudo realiza acciones directas no violentas de recuperación, eventos como la "invasión" de una carretera, autopista o autovía para montar una fiesta. Mientras esto pueda "obstruir" a los usuarios regulares de estos espacios, como los conductores de coches o de autobuses públicos, la filosofía de RTS es que es el tráfico motorizado y no los peatones los que causan la obstrucción, y que al ocupar la vía están en realidad "abriendo" un espacio público. 
Los eventos no organizados por el colectivo original se han realizado en varios lugares del mundo y son iniciativas autónomas unas de otras a cargo de diferentes agrupaciones. Suelen ser espectaculares y pintorescos, con cajas de arena para que los niños jueguen, comida gratis y música. El resultado a veces es considerado una zona temporalmente autónoma. El estilo de las fiestas en muchos lugares está influenciado por la escena rave británica, con equipos de sonido tocando música dance. La filosofía de quienes organizan estos eventos suele ser ecologista y en muchos casos su ideología es de orientación anarquista o ha inspirado a estos.